# Стрижевский, Анатолий Яковлевич
Анато́лий Я́ковлевич Стриже́вский (8 августа 1908, Киев — май 1949, Москва) — советский архитектор, автор зданий Дипломатических представительств и консульских учреждений СССР за рубежом.

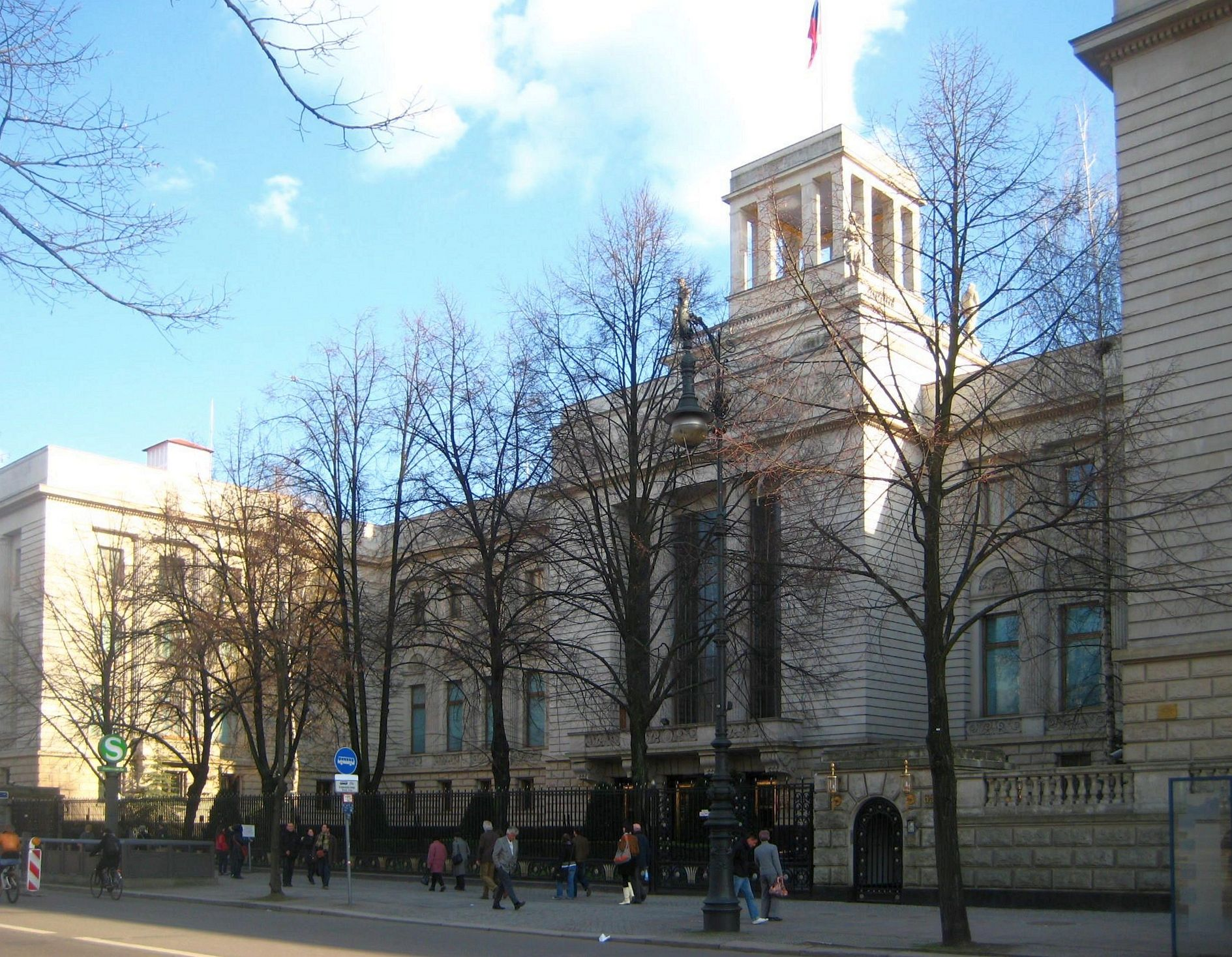
Посольство России в Германии. Фото — 2010 год

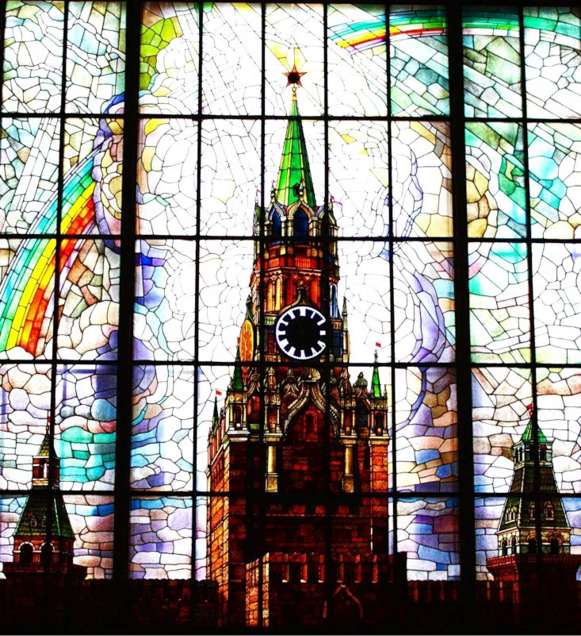
Витраж «Центрального зала» выполнен по эскизу А. Я. Стрижевского

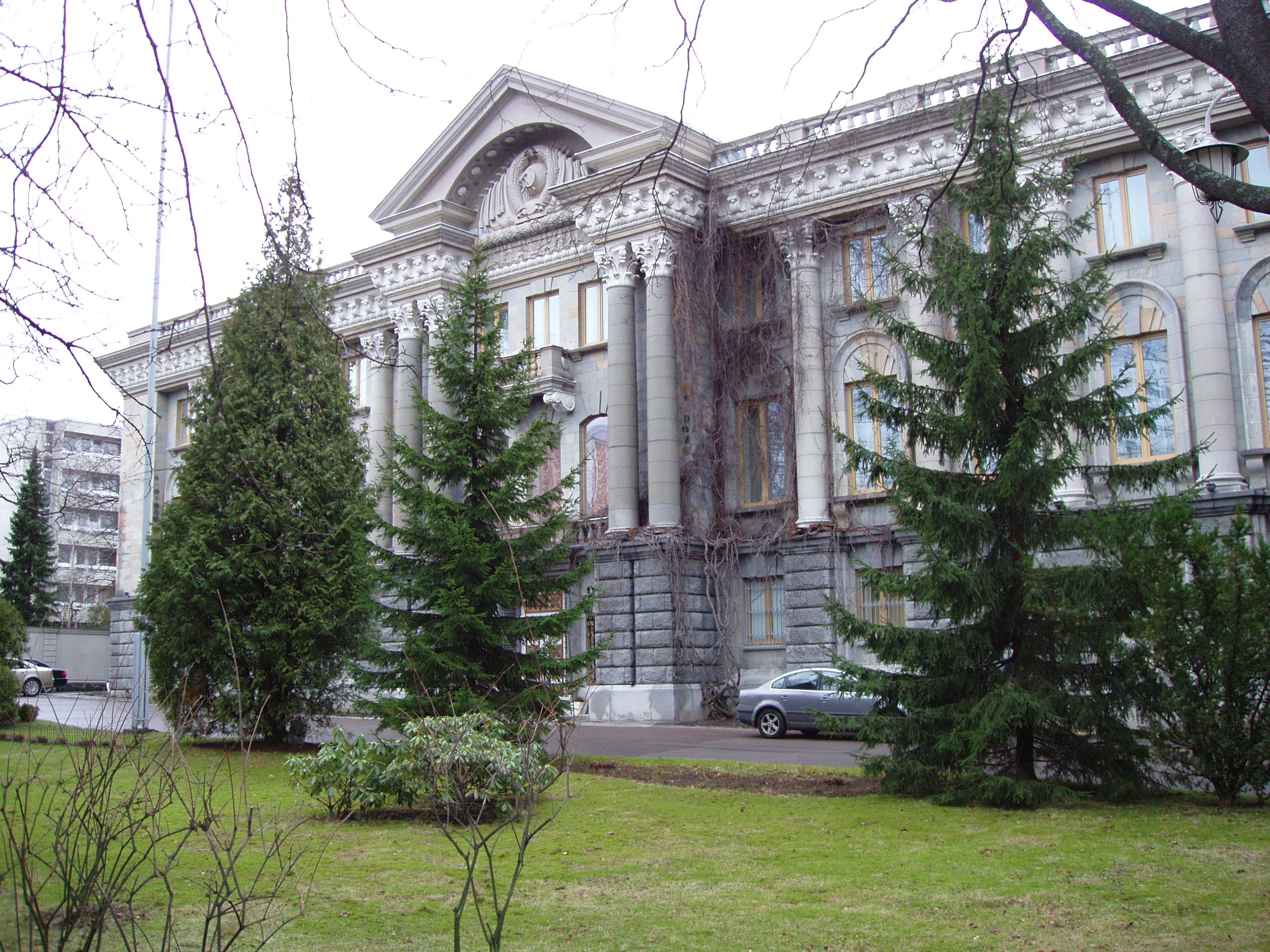
Здание Посольства СССР в Хельсинки

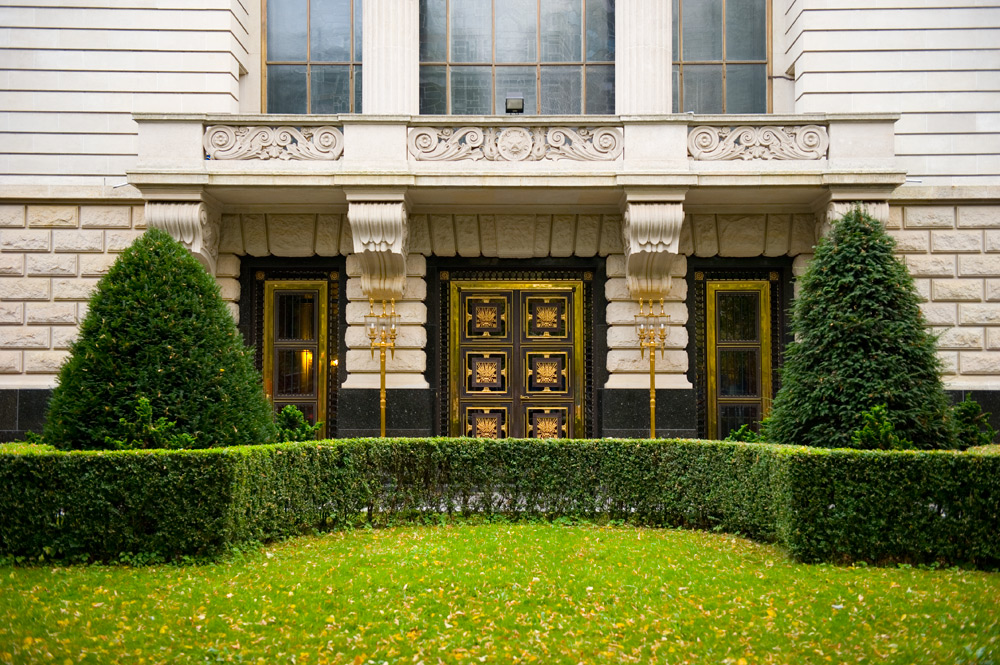
Центральный портал здания Посольства России в Германии. Берлин,
Унтер-ден-Линден, 63-65

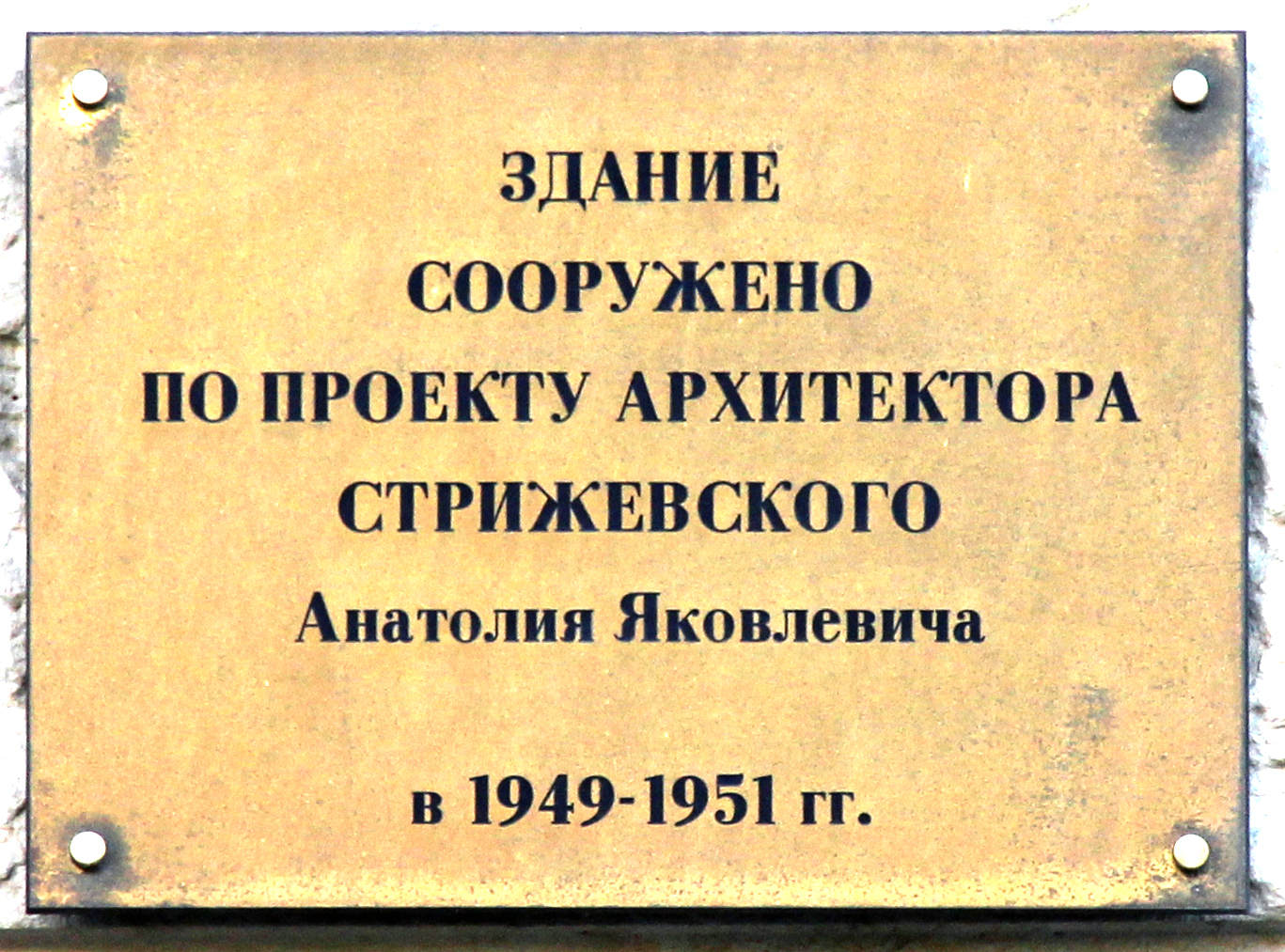
Памятная табличка
об архитекторе А. Я. Стрижевском
на здании Посольства СССР в Берлине

## Краткие сведения
- 1934 год — окончил архитектурный факультет Московский государственный технический университет имени Н. Э. Баумана.
- 1945 год — архитектор Посольства СССР в Румынии (Бухарест)[2].
- 1946 год — главный архитектор по заграничному строительству Министерства иностранных дел СССР.
- 2 декабря 1948 год — главный архитектор Управления Политсоветника Советской военной администрации в Германии[3].

Умер в мае 1949 года. Похоронен на Донском кладбище.

## Основные проекты
- Реконструкция, разработка интерьеров и оборудования Главного корпуса Посольства СССР в Румынии (Бухарест) (1945—1946)[6].
- Проектирование и строительство комплекса зданий Посольства СССР в Германской Демократической Республике (1947—1949)[7]. Декоративно-монументальную скульптуру советского посольства создал художник В. Н. Масютин[8]. В проектировании интерьеров принимал участие инженер-майор Г. И. Лебединский[9].
- Разработка проекта здания Посольства СССР в Финляндии (1949 год). Построено в 1952 году[10][11].